# エクリプス 550

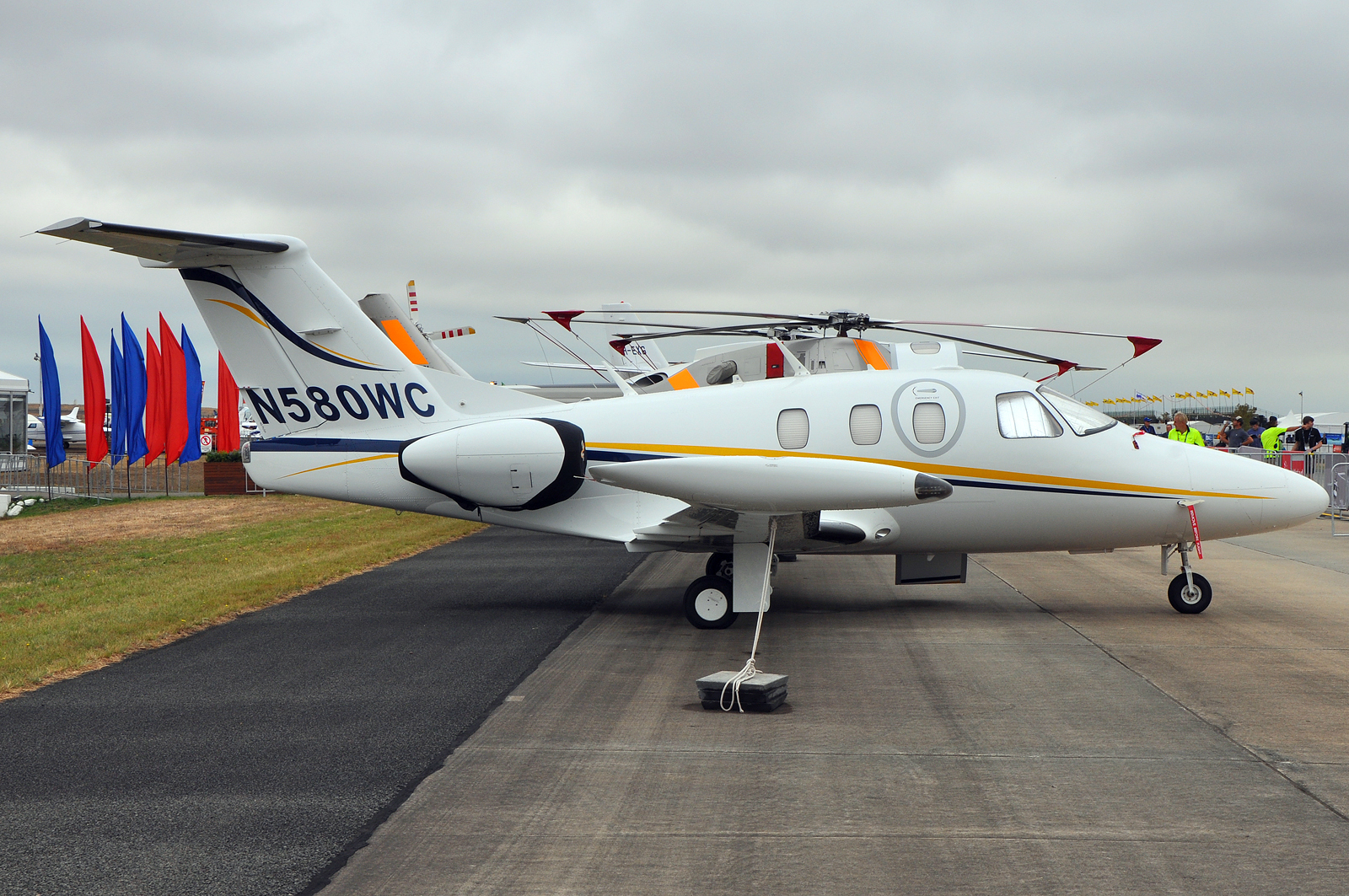
エクリプス 550

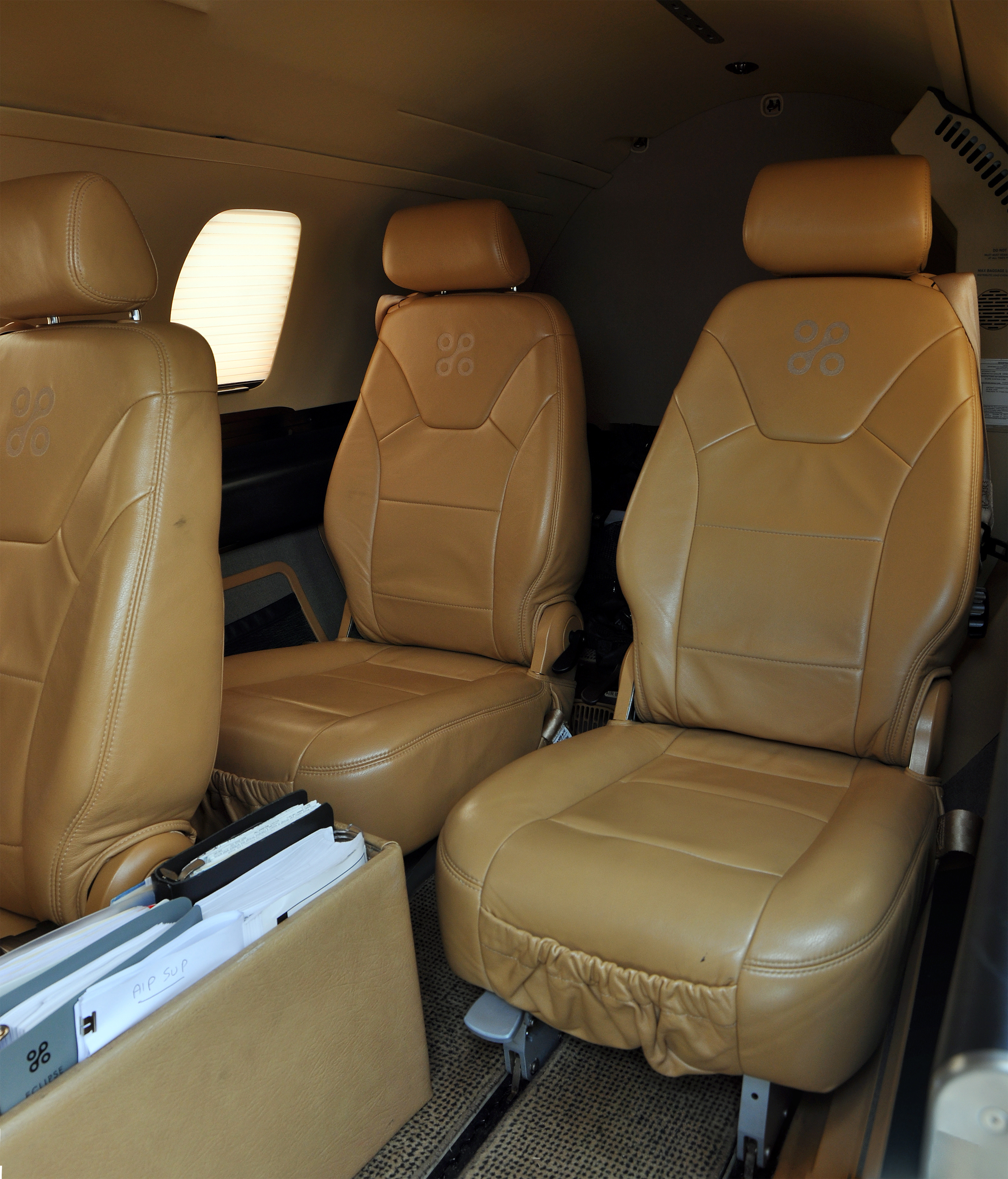
エクリプス 550の内装

エクリプス 550 (Eclipse 550) はアメリカ合衆国のエクリプス・エアロスペース社が製造、販売する双発超軽量ジェット機。

## 概要
倒産したエクリプス・アビエーションの主力商品だったエクリプス 500の改良型でエクリプス・エアロスペースが生産する。
エクリプス 550はエンジンは胴体後部左右に装備され、T字尾翼で、主翼は低翼配置となっている双発ジェット機で乗員は1名、乗客は4～5名が定員である。計器類はグラスコックピットとなっている。推力900lb級の小型ターボファンエンジンの採用してアルミニウム合金の摩擦撹拌接合を多用する。ポーランドのPZL Mielecが胴体の製造を分担している。

## 要目
出典: Eclipse Aviation
諸元
- 乗員: 1名、または2名の操縦士
- 定員: 乗客4から5名
- 全長: 33.5 ft (10 m)
- 全高:
- 翼幅: 37.94 ft (12 m)
- 空虚重量: 3,634 lb (1,648 kg)
- 運用時重量: 6,034 lb (2,737 kg)
- 最大離陸重量: 6,000 lb (2,722 kg)
- 動力: P&WC PW610F ターボファンエンジン、 （900 lbf）  × 2基

性能
- 最大速度: 695 km/h
- 航続距離: 1,125 nmi (2,084 km; 1,295 mi)